# シャギー・ドッグ・ストーリー
シャギー・ドッグ・ストーリー（英: shaggy dog story、直訳：毛むくじゃらな犬の話。または yarn、直訳：より糸）とは極端に長い小話の一種で、あまり脈絡のない出来事が次々と述べられ、アンチクライマックス的もしくは意味不明な結末を迎えるというものである。
シャギー・ドッグ・ストーリーはジョークに対する聞き手の先入観を笑いの種にしている。聞き手は物語に耳を傾けながら先の展開を予想するが、その予想は完全に覆されたり、思いもよらなかった角度から応えられたりする。シャギー・ドッグ・ストーリーは時に5分以上も続くことがあり、語り手が長時間にわたって聴衆の注目を引き付けておきながら、結末にまったく意味がなく、何のために聞いていたか分からないという点に面白さがある。「長々とした作り話を語る」という意味の英語のイディオム「spin a yarn（文字通りには「糸を紡ぐ」）」は、このような語りの性質を糸紡ぎに例えて表したものである。

## 原型

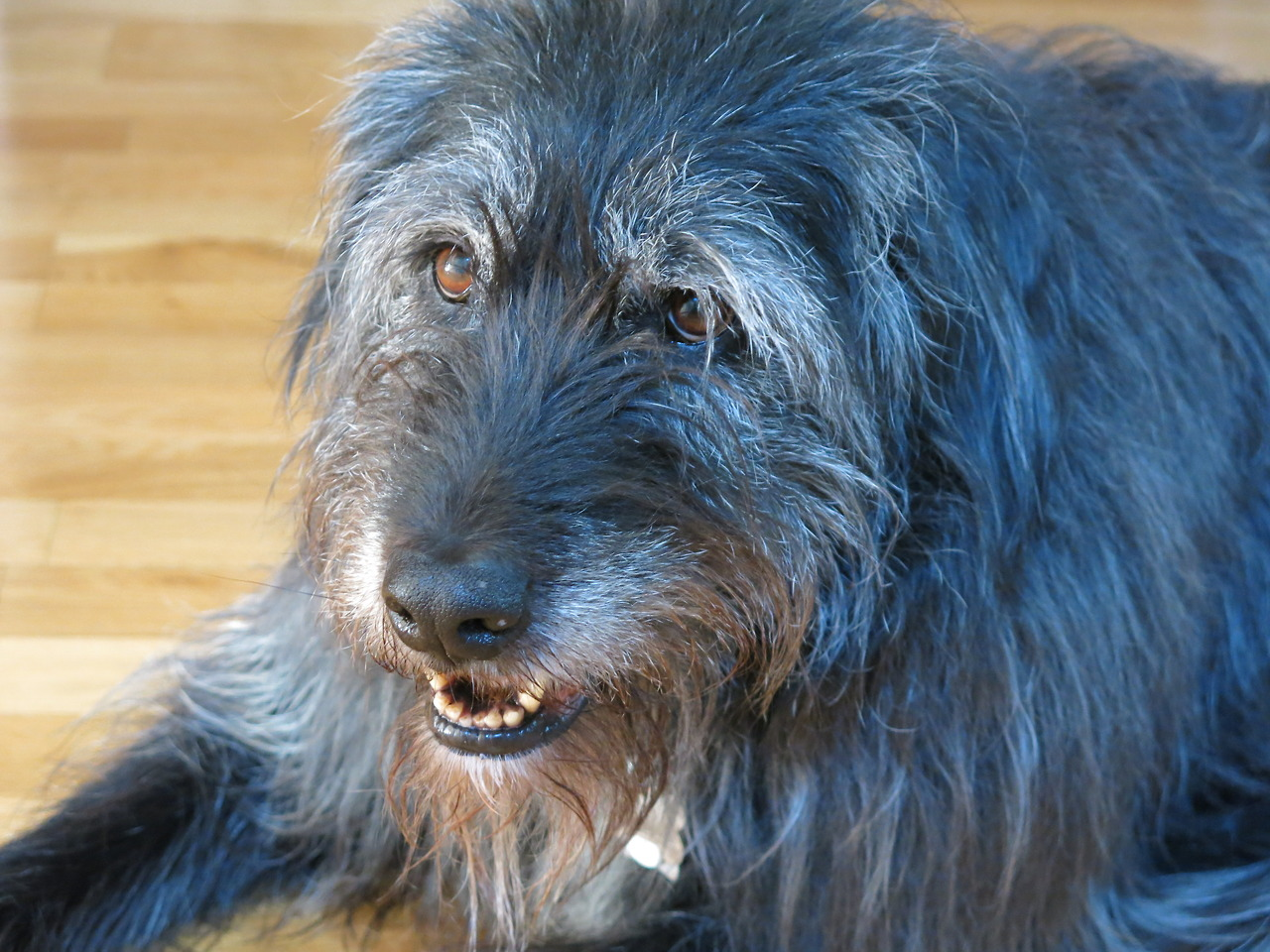
毛むくじゃらな犬（写真）の小話が原型となって、長々とした要領を得ないジョークの形式が生まれた。

シャギー・ドッグ・ストーリーは、毛むくじゃらな犬が登場する何らかの小話を元型として成立したと一般に信じられている。その小話では、問題の犬がどれほど毛むくじゃらかが繰り返し描写され、物語がクライマックスを迎えたところで、登場人物の一人が犬を見て「そんなに毛むくじゃらじゃないな」と述べる。最後に落ちがあるだろうという聞き手の期待はここで裏切られることになる。

テッド・コーヘンは原型的なシャギー・ドッグ・ストーリーとして以下の例を紹介している
とんでもなく毛むくじゃらな犬を飼っている少年がいた。こいつは相当な毛むくじゃらだ、人々は口々に言った。少年は毛むくじゃらな犬のコンテストが存在することを知り、参加することにした。少年の犬は町内大会でも地区大会でも毛むくじゃらさでは負け知らずだった。少年はどんどん大きな大会を求め、とうとう毛むくじゃらな犬の世界大会にエントリーした。出場犬を一渡り検分した審査員たちは、少年の犬について評を述べた。「そんなに毛むくじゃらじゃないな」
しかし、上記の小話がこのジャンルの名の元となった原型だとは考えない専門家もいる。たとえばエリック・パートリッジはこれと大きく異なる小話を挙げている。またウィリアム・モリスとメアリー・モリスも著書 The Morris Dictionary of Word and Phrase Origins に別の話を載せている。
パートリッジとモリスはどちらも、毛むくじゃらな犬を探す広告が『タイムズ』紙に掲載された話を原型と唱えている。パートリッジの説では、広告はパークレーンに住む貴族の一家が迷子になった犬を探すために出したものである。あるアメリカ人が広告に応じて、ロンドンで毛むくじゃらな犬を拾って大西洋の対岸まで連れてきたことを伝えてくる。犬を引き取るためにはるばるアメリカまでやってきた執事は、一目見るなり踵を返す。「それほど毛むくじゃらではありませんな！」モリスが採用した小話では、広告主は世界で最も毛むくじゃらな犬を決める大会を開催しようとしている。選考の過程が長々と描写されたあとで、主催者の貴族は優勝犬と対面して述べる。「それほど毛むくじゃらとは思えぬが」

## 文学における例
マーク・トウェインの旅行記『西部放浪記』には典型的なシャギー・ドッグ・ストーリーが含まれている。トウェインは友人たちから、ジム・ブレインという男性が泥酔しているところを訪ねて「そいつの爺さんが飼っていた老いぼれ牡羊についての痛快な物語」を乞うように勧められる。トウェインはすでにその話を聞かされた友人たちの様子を見て興味を覚え、年老いた銀鉱夫であるブレインを探し出す。ブレインはトウェインと同行の友人たちに物語を始めるが、問題の牡羊は最初に触れられるだけで（「あれほど見事な老いぼれ牡羊はどこにもいなかった」）、それから改行なしで4ページにわたって、散発的に笑いが差し挟まれる外は盛り上がりに欠ける話が続けられる。そこでは多くの話が語られるが、いずれも直前の話とのつながりはあやふやで、老いぼれ牡羊とは何の関係もない。たとえば、釜茹でにされた宣教師の話や、棺桶を売り歩くセールスマンの妻から義眼一個・義足一本とカツラを借りた女性の話、じゅうたん工場の機械に巻き込まれて死んだ男の未亡人が、夫の体が織り込まれた絨毯を買い求めた話などである。ブレインはじゅうたん男の葬式について話しながら眠り込んでしまう。トウェインが目をやると、友人たちは「苦し気に笑いをこらえていた」。彼らが明かしたところによると、「[ブレインが]何杯かひっかけると決まって、まるで何かの儀式みたいに、爺さんが飼っていた老いぼれ牡羊についての冒険談をぶち始めて、止めようとしても聞きやしない。… そして、最初のたった一言以外に牡羊について聞き出すことができた奴は誰もいないんだ」
シャギー・ドッグ・ストーリーの中でも有名なものに、へそに銀のネジがねじ込まれて生まれた男の話がある。男はそれが気に入らず、ねじを抜く方法を求めて旅に出るが、思ってもいなかった結末を迎える。ハーマン・メルヴィルの『白鯨』はこの小話を長編海洋文学として語り直したものだと見ることができる。「ここ[メインマスト]に打ち付けたドブロン金貨、こいつは船のへそだ。船員どもは一人残らず金貨を頂こうと躍起になってやがる。だがよ、へそを引っこ抜いたらはらわたはどうなる？ と言っても、ここにくっついたままでも良かあねえ。マストに要らんもんが打ち付けてあるのは、お先真っ暗だっていうしるしだからな」（『白鯨』第99章） その上、エイハブ船長は明らかに、足が残っている間に諦めておくべきだった男である。
アイザック・アシモフの短編集『木星買います』には「シャー・ギード・G (Shah Guido G)」という作品が収録されている。アシモフは解説の文章で同作をシャギー・ドッグ・ストーリーだと明言し、タイトルは「シャギー・ドッグ」にかけたものだと述べている。

## 音楽における例
- アーロ・ガスリー（英語版）による古典的な曲で、ストーリー仕立ての反戦歌である「アリスのレストランの大虐殺（英語版）」は、徴兵、ヒッピー、ゴミの不法投棄を題材とした一種のシャギー・ドッグ・ストーリーである[7]。

- デヴィッド・ブロムバーグが歌った Bullfrog Blues（アルバム How Late'll Ya Play 'Til? 収録）はトーキング・ブルース（英語版）の楽曲の形を取ったとりとめのないシャギー・ドッグ・ストーリーである[8][9]。

- ”ウィアード・アル”・ヤンコビックの1999年のアルバム Running with Scissors の最終曲 Albuquerque では、冒頭で語り手（主人公）が長年ザワークラウトを嫌っているということが述べられた後で、12分以上にわたって話題が逸れ続ける。